# 評論
评论（Review）是人們对出版物、服务或公司的評估，例如电影（電影評論）、电子游戏（视频游戏评论）、音樂創作（对作品或录音作品的音乐评论）、图书（書評）、硬件，如汽车、家用电器或电子计算机、商业软件、活动或表演，例如音樂會、戏剧、音樂劇、舞蹈或艺术展览。
除了批判性評論之外，评论的作者还可以对作品进行內容分級以表明其相对价值。 進行評論的人可以稱為評論员。